# Bahnhof Inuyama-Yūen
Der Bahnhof Inuyama-Yūen (jap. 犬山遊園駅, Inuyama-Yūen-eki) ist ein Bahnhof auf der japanischen Insel Honshū. Er wird von der Bahngesellschaft Meitetsu (Nagoya Tetsudō) betrieben und befindet sich in der Präfektur Aichi auf dem Gebiet der Stadt Inuyama nördlich von Nagoya. Bis 2008 war er auch Endstation einer Einschienenbahn.

## Verbindungen
Inuyama-Yūen ist ein Zwischenbahnhof und ehemaliger Anschlussbahnhof an der Meitetsu Inuyama-Linie der Bahngesellschaft Meitetsu, die Nagoya mit Inuyama und Kakamigahara verbindet. Sämtliche auf dieser Strecke verkehrenden Züge halten hier. Besondere Bedeutung haben die während der Hauptverkehrszeit stündlich fahrenden µSky-Schnellzüge von Shin-Unuma über Meitetsu Nagoya und Ōtagawa zum Flughafen Chūbu. Hinzu kommen zwei Gattungen von Eilzügen im Halbstundentakt mit unterschiedlichen Streckenverläufen. Die Rapid Limited Express verbinden Shin-Unuma mit Meitetsu Nagoya, Chiryū und Bahnhof Toyohashi, die Express verkehren von Shin-Unuma über Meitetsu Nagoya und Ōtagawa nach Kōwa. Nahverkehrszüge mit Halt an allen Bahnhöfen sind mit der Meitetsu Kakamigahara-Linie verknüpft; sie verkehren je nach Tageszeit im 15- oder 30-Minuten-Takt von Inuyama über Shin-Unuma nach Meitetsu Gifu. Auf dem Bahnhofsvorplatz halten zwei Linien des städtischen Busbetriebs.

## Anlage
Der Bahnhof befindet sich an der Grenze zwischen den Stadtteilen Terashita im Westen und Zuisenji im Osten, etwa hundert Meter von der Brücke über den Kiso entfernt. Die Umgebung ist sehr touristisch geprägt; in der Nähe befinden sich die Burg Inuyama aus dem 15. Jahrhundert, der Zenkojisan-Park, die buddhistischen Tempel Zuisen-ji, Ryosai-ji, Rinkei-in und Naritasan Nagoya Betsuin Daisho-ji sowie der Japan Monkey Park, der einen Vergnügungspark und einen auf Affen spezialisierten Zoo umfasst. Die ebenerdige Anlage ist von Süden nach Norden ausgerichtet und umfasst zwei Gleise, die beide dem Personenverkehr dienen. Sie liegen an zwei Seitenbahnsteigen, die jeweils in ein separates Empfangsgebäude integriert sind. Verbunden sind sie durch einen Personentunnel, der mittels Rampen zugänglich ist.
Im Fiskaljahr 2019 nutzten durchschnittlich 1473 Fahrgäste täglich den Bahnhof.

## Bilder

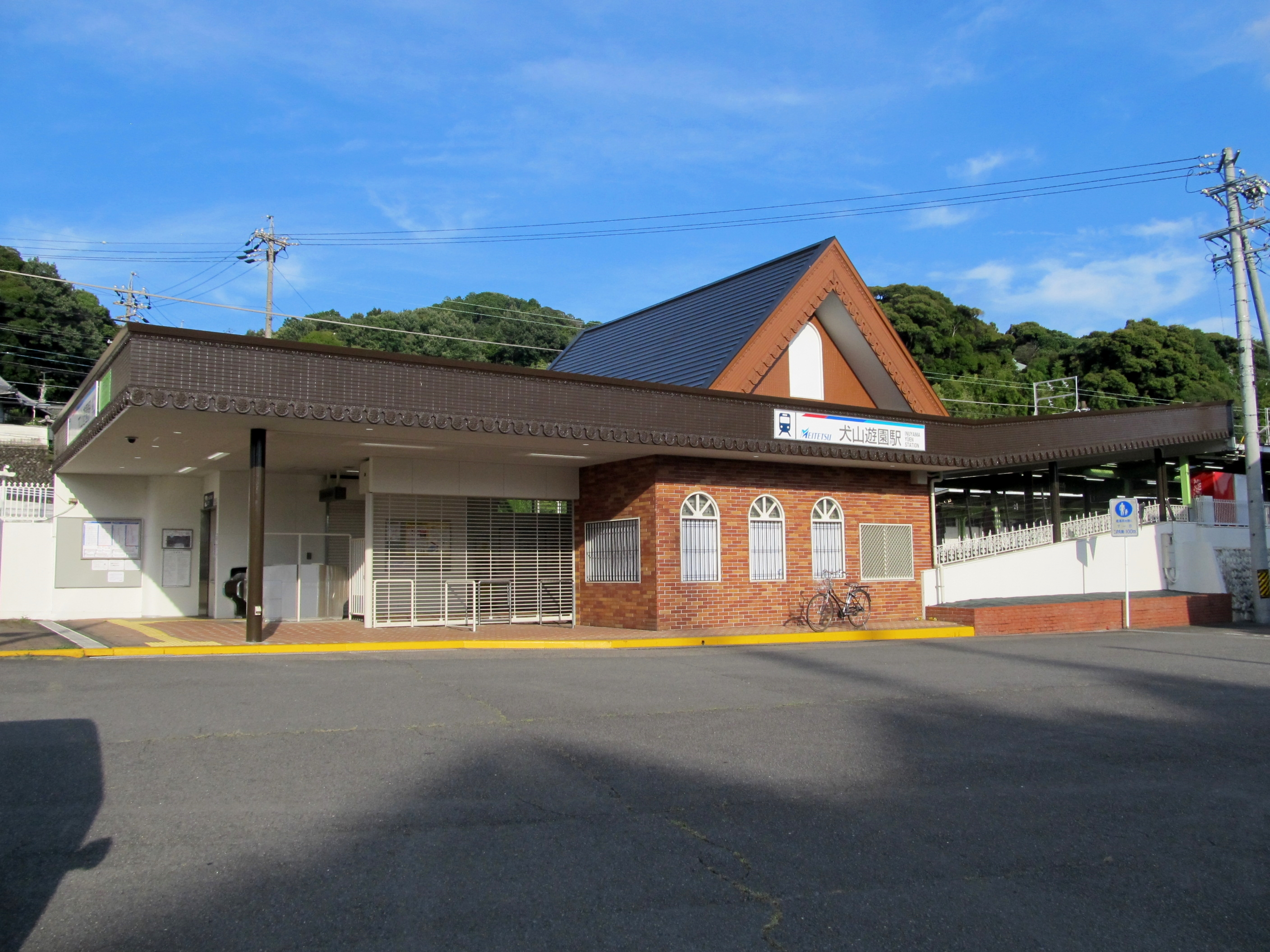
Empfangsgebäude
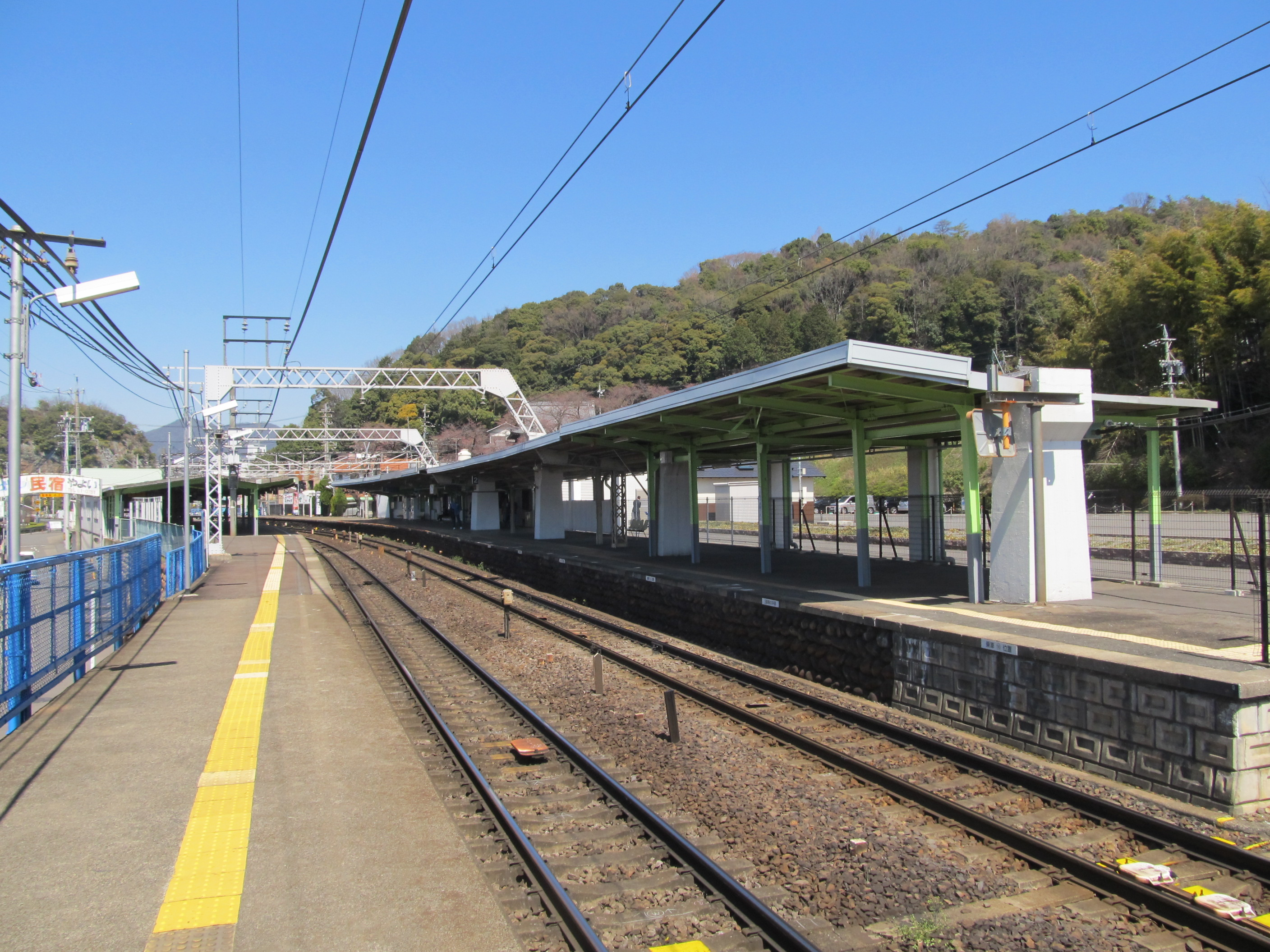
Bahnsteige
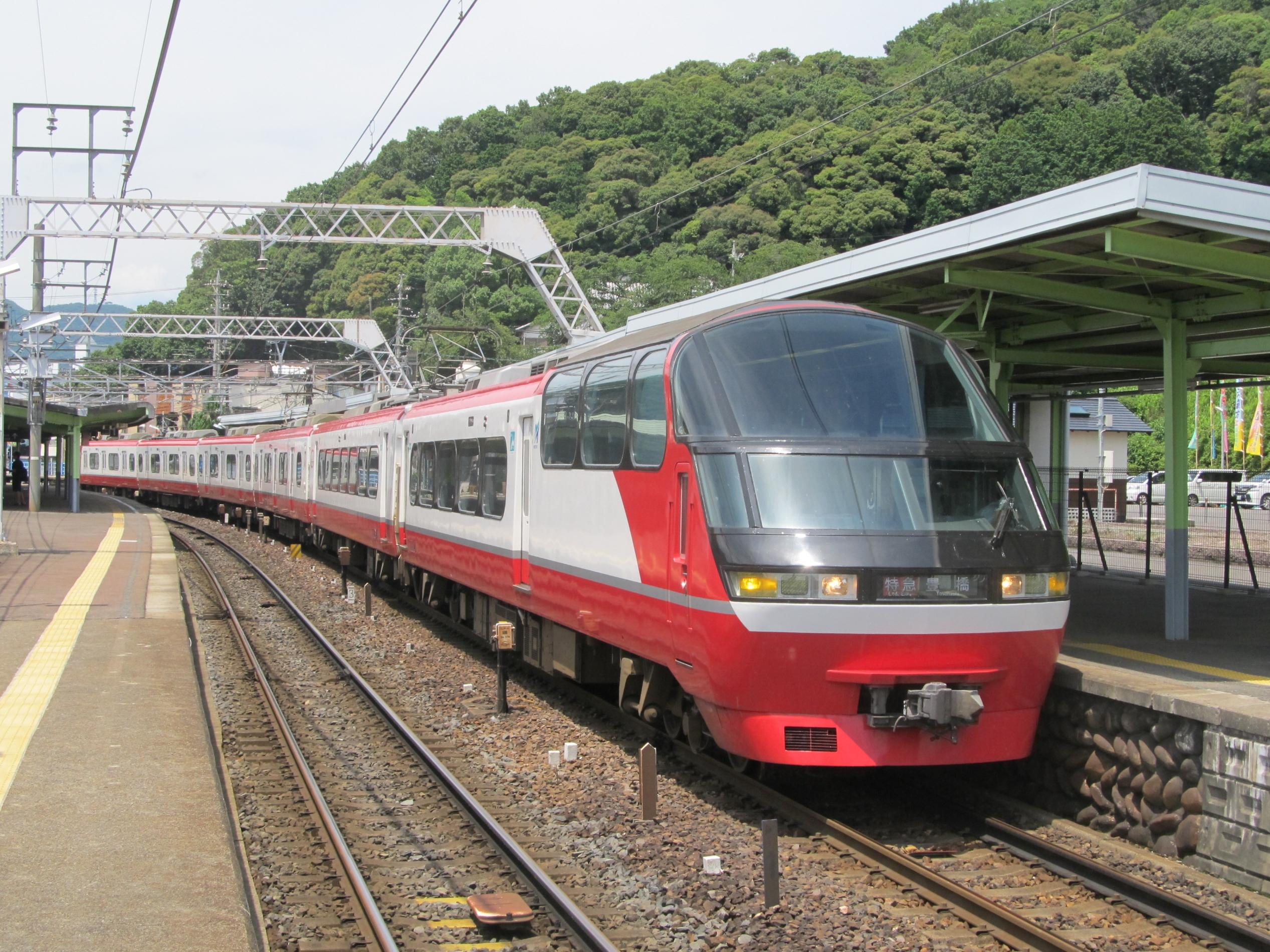
Triebzug der Baureihe 1200
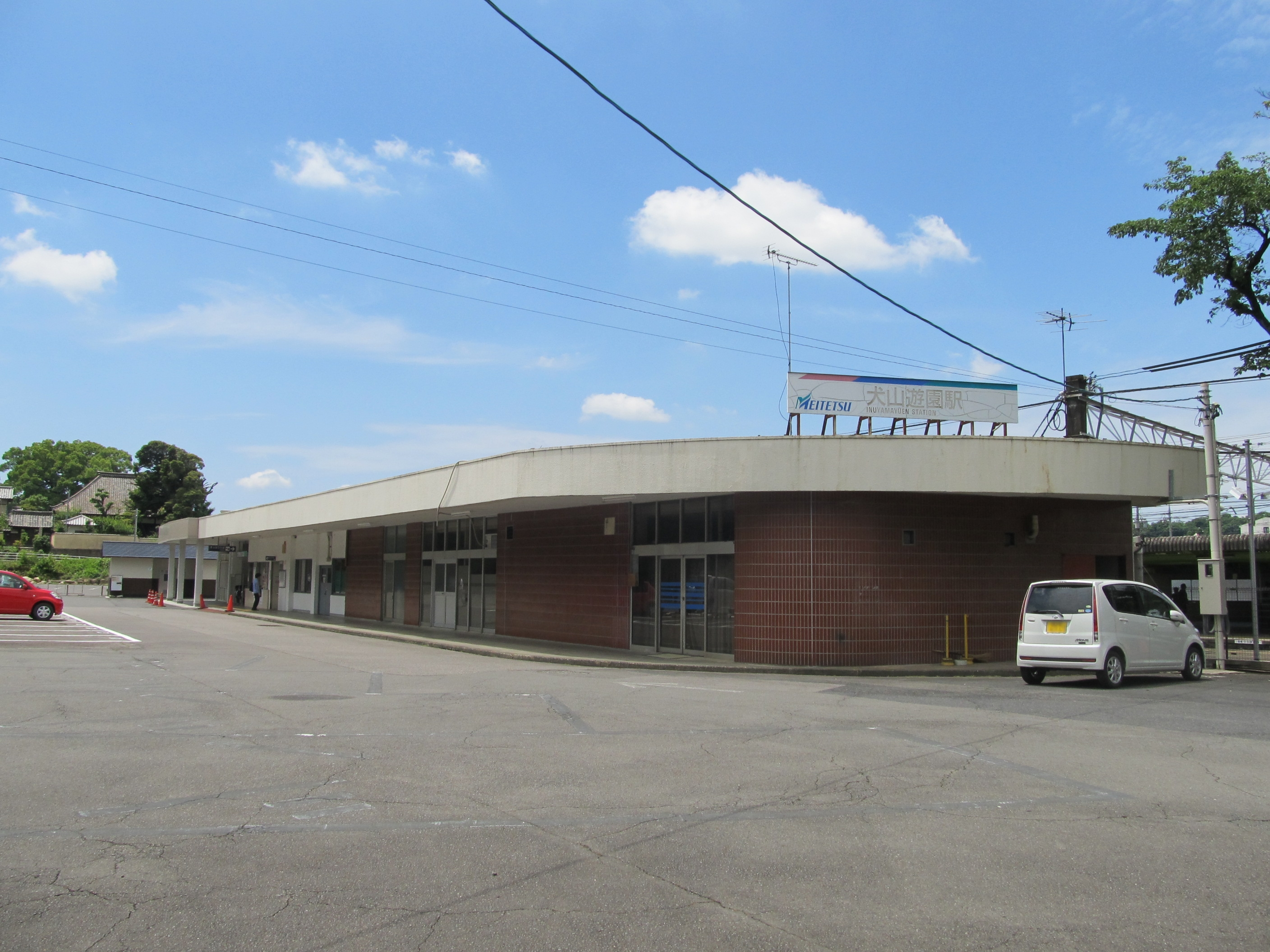
Ehemaliger Zugang zur Einschienenbahn (2014)
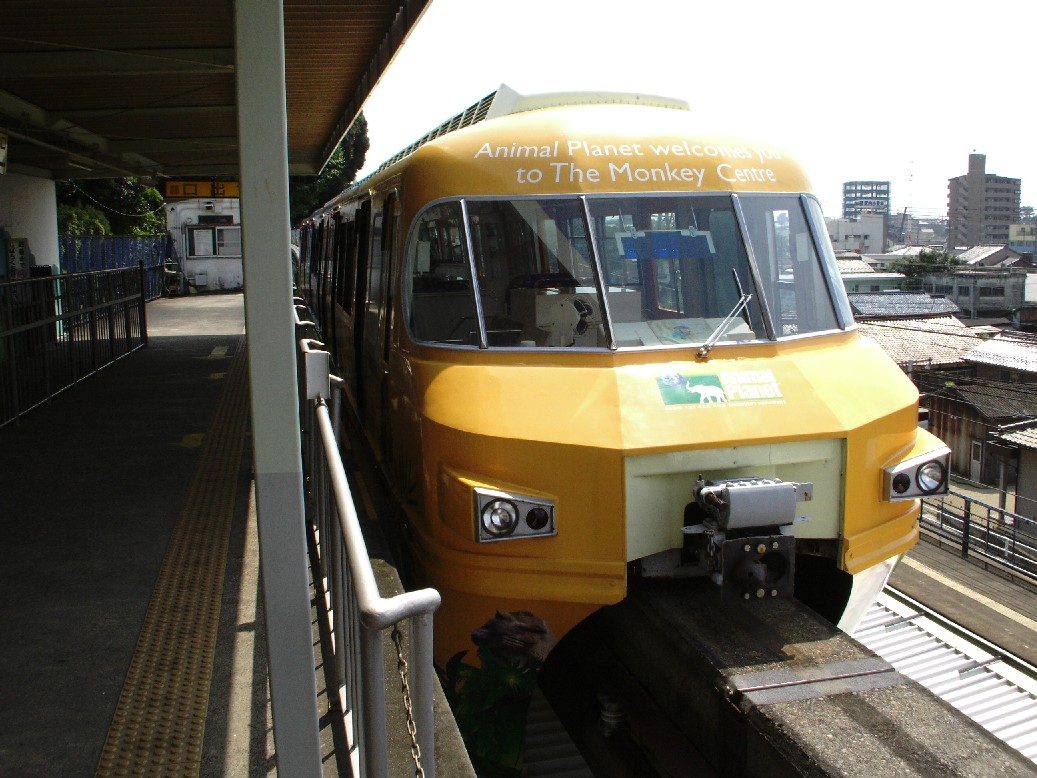
Bahnsteig der Einschienenbahn

## Gleise
| 1 | ▉ Meitetsu Inuyama-Linie | Shin-Unuma • Meitetsu Gifu          |
| 2 | ▉ Meitetsu Inuyama-Linie | Inuyama • Iwakura • Meitetsu Nagoya |

## Linien
| Verlauf der Meitetsu Inuyama-Linie |
| --- |
| Biwajima-Gleisdreieck • Shimo-Otai • Naka-Otai • Kami-Otai • Nishiharu • Tokushige-Nagoyageidai • Taisanji • Iwakura • Ishibotoke • Hotei • Kōnan • Kashiwamori • Fusō • Kotsuyōsui • Inuyamaguchi • Inuyama • Inuyama-Yūen • Shin-Unuma |

## Geschichte

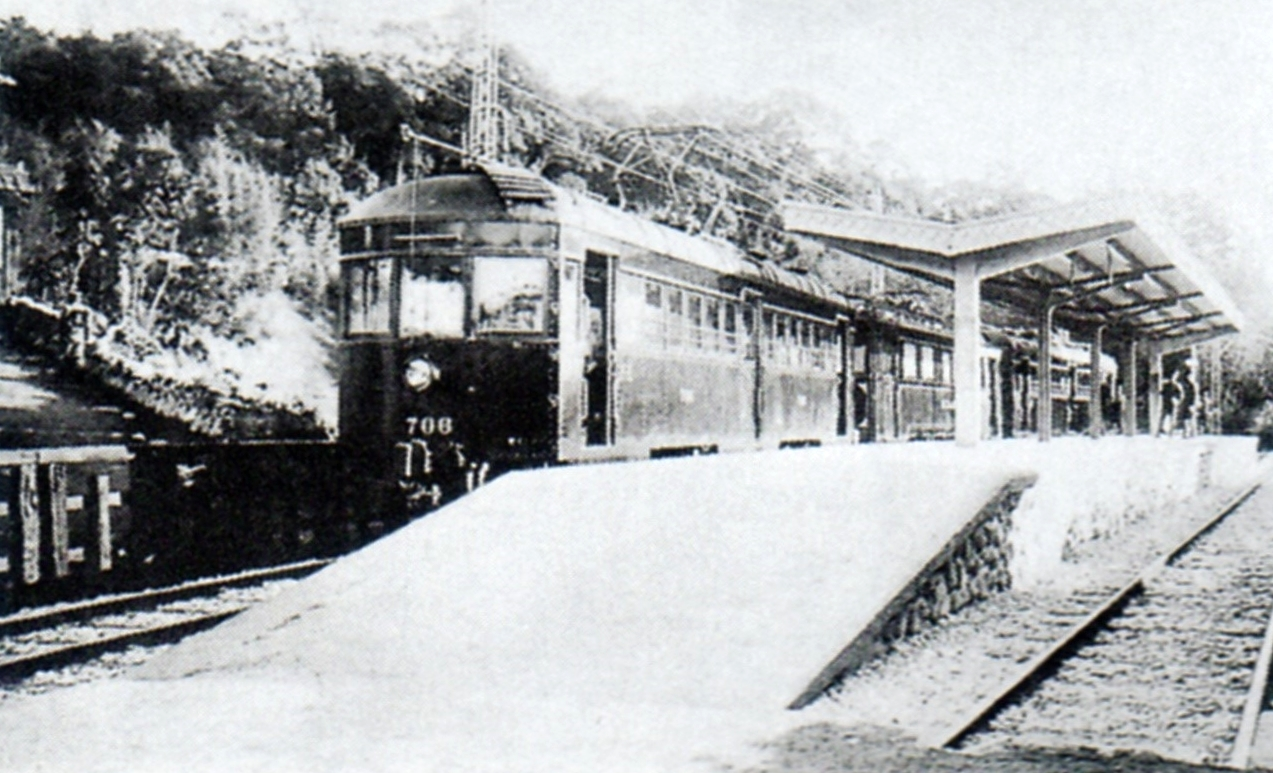
Ansicht im Jahr 1927

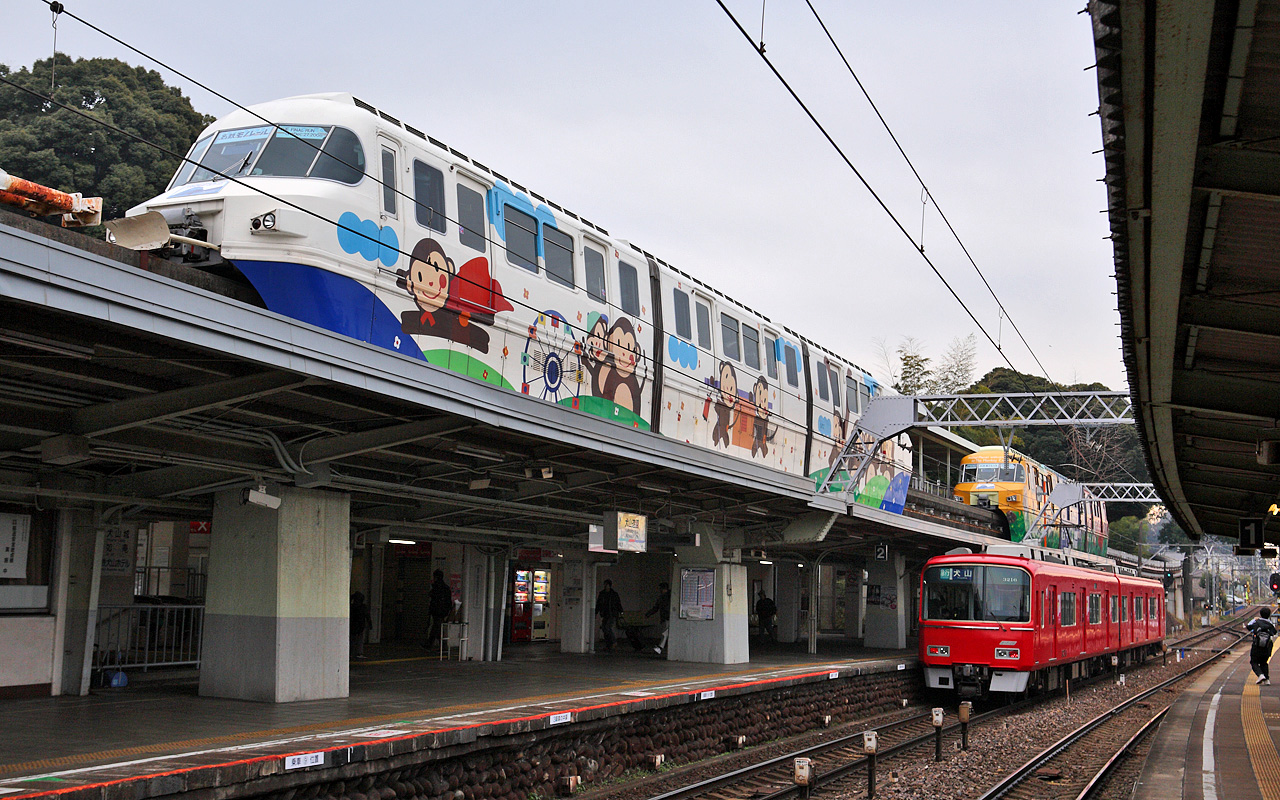
Monkey Park Monorail

Die Bahngesellschaft Nagoya Tetsudō (eine Vorgängerin der seit 1935 bestehenden Meitetsu) strebte danach, die Inuyama-Linie über den Fluss Kiso zu verlängern. Die Umsetzung erwies sich jedoch als schwierig. Erst nach längeren Verhandlungen konnte mit den Präfekturen Aichi und Gifu eine Einigung über die Aufteilung der Baukosten der Inuyama-Brücke erzielt werden. Das Teilstück zwischen Inuyama und dem unmittelbar beim südlichen Brückenkopf gelegenen Bahnhof Inuyamabashi (犬山橋) ging am 2. Mai 1926 in Betrieb. Hier war fünf Monate lang Endstation, bis zur Eröffnung der Brücke und des Abschnitts nach Shin-Unuma am 1. Oktober desselben Jahres. Von 1944 bis 1947 war der Bahnhof geschlossen und am 1. Dezember 1949 erhielt er seinen heutigen Namen.
Nach der Eröffnung des nahe gelegenen Japan Monkey Park im Jahr 1960 kam die Idee auf, diesen mittels einer Einschienenbahn ans übrige Meitetsu-Bahnnetz zu verbinden. Zu diesem Zweck musste der Bahnhof Inuyama-Yūen um ein zweites Empfangsgebäude an der Ostseite erweitert werden, das am 12. März 1962 fertiggestellt wurde. Neun Tage später folgte am 21. März die Eröffnung der Monkey Park Monorail, Japans erster Einschienenbahn nach dem Alweg-System. Im November 1985 erhielt der Bahnhof einen weiteren Zugang an der Nordwestseite. Am 28. Dezember 2008 erfolgte die Stilllegung der Monkey Park Monorail. Seit Mai 2020 ist der Bahnhof nicht mehr mit Personal besetzt.